# Sanna 11-22
Sanna 11-22 è un album di raccolta della cantante svedese Sanna Nielsen, pubblicato nel 2007.

## Tracce
1. Vågar du, vågar jag
2. Surrender
3. Loneliness
4. Nära mig
5. Rör vid min själ (You Raise Me Up)
6. Koppången
7. Du och jag mot världen (con Fredrik Kempe)
8. Hela världen för mig
9. Där bor en sång
10. I går, i dag
11. Time to Say Goodbye
12. Till en ängel
13. En gång när jag blir stor
14. Änglafin